# Werner Reichardt
Werner Ernst Reichardt (30 janvier 1924 - 18 septembre 1992) est un physicien et biologiste allemand qui a participé à la naissance de la cybernétique biologique. Il a co-fondé l'Institut Max-Planck de cybernétique biologique  de même que le Journal of Biological Cybernetics.

## Éléments biographiques
Jeune étudiant, Werner Reichardt a travaillé dans le laboratoire de Hans Erich Hollmann, un pionnier de la communication ondes ultra-courtes. En raison de ses connaissances, il fut affecté, en 1941, à un poste de technicien radio dans l'armée de l'air allemande. Là, il est entré en contact avec des éléments de la résistance, et construisit une liaison radio secrète avec les Alliés occidentaux. En 1944, Reichardt a été arrêté par la Gestapo et condamné à mort, mais a pu s'échapper, et se cacha à Berlin jusqu'à la fin de la guerre.
De 1946 à 1950, il  étudia la physique à l'Université technique de Berlin. En 1950, il débuta des études de doctorat, en travaillant sur les semi-conducteurs à l'état solide sous la supervision d'Ernst Ruska à l'Institut Fritz-Haber de la société Max-Planck. Il reçut son doctorat en 1952. De 1952 à 1954, il a travaillé comme assistant à l'Institut où son professeur Max von Laue eut une grande influence, plus tard, pour ses recherches. Pendant la guerre, Reichardt fit la connaissance de Bernhard Hassenstein. Réalisant que ces expériences pourraient être formalisées d'une manière similaire à des expériences dans le domaine de l'électronique, il développa des théories interdisciplinaires de la perception du mouvement. En 1954, Reichardt fit un stage postdoctoral à l'Institut de technologie de Californie sur l'invitation de Max Delbrück. En 1955, il a travaillé à l'Institut Max-Planck de chimie biophysique de Göttingen sous la direction de Karl Friedrich Bonhoeffer. En 1958, il a fondé avec Bernhard Hassenstein et Hans Wenking le groupe de recherche sur la cybernétique à l'Institut Max-Planck de biologie à Tübingen, où il travaille en particulier avec le chercheur italien Tomaso Poggio. En 1968, le département acquis son indépendance pour devenir l'Institut Max-Planck de cybernétique biologique.
Werner Reichardt est mort à l'âge de 68 ans après s'être effondré à la fin d'un colloque organisé en son honneur.

## Travaux
Les travaux de Reichardt ont contribué à la compréhension du traitement de l'information dans les systèmes nerveux. Son travail conjoint (avec Bernhard Hassenstein et Hans Wenking) sur le système visuel des insectes et de son effet sur l'orientation du vol, a abouti à un modèle de corrélation et permit de développer l'idée que le système visuel de l'homme pourrait être étudié de manière similaire, et a conduit à une théorie générale de la perception du mouvement.

### Détecteur Reichardt
Dans les années 1950, Reichardt, proposa avec Hassenstein un modèle de la façon dont un neurone recevoir en entrée des signaux de cellules photoréceptrices, qui ne répondent qu'aux changements de luminance, pourrait être utilisé pour calculer le mouvement. Chaque photorécepteur, a répondu à un changement de luminance à un endroit donné dans l'espace visuel. La mise en évidence du déphasage de l'activité dans les cellules adjacentes indique la direction du mouvement du champ récepteur d'un neurone à l'autre. Ce modèle de micro-circuits est devenu connu sous le terme de « détecteur Reichardt ». Bien qu'il existe des preuves expérimentales compatibles avec le comportement d'un détecteur hypothétique Reichardt, le circuit correspondant n'a pas encore été trouvé. 

## Distinctions et prix
- 1965: Professeur honoraire de l'Université de Tübingen
- 1970: Membre à part entière de l'Académie des sciences et des lettres de Mayence
- 1971: Membre à part entière de l'Académie allemande des sciences Leopoldina
- 1972: Membre étranger de l'Académie américaine des arts et des sciences
- 1978: Membre étranger de l'Académie royale néerlandaise des arts et des sciences[2]
- 1980: Récipiendaire de l'ordre Pour le Mérite pour les Sciences et les Arts,
- 1984: Sénateur de la Société Max-Planck
- 1985: Prix HP Heineken de biochimie et de biophysique (avec Béla Julesz)
- 1988: Membre étranger de l'Académie nationale des sciences.
- 1989: Membre étranger de la Société américaine de philosophie de Philadelphie
- 1989: Membre de l'Academia Europaea
- 1989: Doctorat honorifique de l'Université technique de Rhénanie-Westphalie à Aix-la-Chapelle